# Myrmaplata
Myrmaplata Prószynski, 2016 è un genere di ragni appartenente alla famiglia Salticidae.

## Distribuzione
Le 5 specie sono state reperite in Asia sudorientale (Malaysia, Laos, Singapore), e in India, Cina e Sri Lanka.

## Tassonomia
Per la descrizione delle caratteristiche di questo genere sono stati esaminati gli esemplari tipo di Salticus plataleoides O. Pickard-Cambridge, 1869.
Non sono stati esaminati esemplari di questo genere dal 2020.
Attualmente, a gennaio 2022, si compone di 5 specie:
- Myrmaplata aureonigra (Edmunds & Prószynski, 2003) — Malaysia, Singapore
- Myrmaplata hispidacoxa (Edmunds & Prószynski, 2003) — Malaysia
- Myrmaplata plataleoides (O. Pickard-Cambridge, 1869)[2] — India, Sri Lanka, Cina, Asia sudorientale
- Myrmaplata turriformis (Badcock, 1918) — Laos, Malaysia
- Myrmaplata wanlessi (Edmunds & Prószynski, 2003) — Malaysia

### Sinonimi
- Myrmaplata daitarensis (Prószynski, 1992); posta in sinonimia con M. plataleoides a seguito di un lavoro degli aracnologi Edmunds & Prószynski del 2003[1].
- Myrmaplata megachelae (Ganesh Kumar & Mohanasundaram, 1998); posta in sinonimia con M. plataleoides a seguito di un lavoro di Caleb (2020b)[1].